# Singapur na Letnich Igrzyskach Olimpijskich 1988
Singapur na Letnich Igrzyskach Olimpijskich 1988 nie zdobył żadnego medalu.

## Reprezentanci

### Strzelectwo
Kobiety
- Khatijah Surattee - Pistolet pneumatyczny 10 m - 36. miejsce

### Pływanie
Mężczyźni
- Ang Peng Siong

50 metrów st. dowolnym - 11. miejsce
100 metrów st. dowolnym - 40. miejsce
100 metrów st. motylkowym - 35. miejsce
- Oon Jin Gee

50 metrów st. dowolnym - 45. miejsce
100 metrów st. dowolnym - 43. miejsce
200 metrów st. dowolnym - 46. miejsce
- David Lim

200 metrów st. dowolnym - 43. miejsce
100 metrów st. grzbietowym - 14. miejsce
200 metrów st. grzbietowym - 31. miejsce
200 metrów st. zmiennym - 34. miejsce
- Desmond Koh

400 metrów st. dowolnym - 44. miejsce
200 metrów st. motylkowym - 37. miejsce
200 metrów st. zmiennym - 41. miejsce
400 metrów st. zmiennym - zdyskwalifikowany
- Ng Yue Meng

100 metrów st. klasycznym - 41. miejsce
200 metrów st. klasycznym - 47. miejsce
- David Lim, Ng Yue Meng, Ang Peng Siong, Oon Jin Gee - 4 × 100 metrów st. zmiennym - 17. miejsce
- David Lim, Desmond Koh, Ang Peng Siong, Oon Jin Gee - 4 × 100 metrów st. dowolnym - 15. miejsce

### Żeglarstwo
Mężczyźni
- Chan Joseph, Siew Shaw Her - Klasa 470 - 27. miejsce